# Carlos Augusto (cantor)
Carlos Augusto (Fortaleza, 10 de julho de 1931 — Ceará, 26 de outubro de 1968) foi um cantor de música popular brasileira.
Vários sites citam seu nome de batismo erroneamente como Carlos Antônio de Souza Moreira, o que não condiz com a realidade. Faleceu num acidente automobilístico numa estrada de terra no Ceará.
Em pouco menos de 15 anos de carreira, gravou 40 compactos em 78 RPM e seis LPs, além da participação em diferentes coletâneas. Lançou sua última gravação para o carnaval de 1967, a marcha "Amei", de Julio Nagib, que fez parte do LP "Carnaval 67".

## Discografia
- - (1962) Esta noite ou nunca/Rosinha do Encantado • Odeon • 78
  - (1962) Princípio do fim/A vida é assim toda vida • Odeon • 78
  - (1961) Juro/Deus sabe o que faz • Odeon • 78
  - (1961) É mentira/Seria tão diferente • Odeon • 78
  - (1961) Juro • Odeon • LP
  - (1960) Negue/Noite de saudade • Odeon • 78
  - (1960) Chega/Regresso • Odeon • 78
  - (1960) Negue • Odeon • LP
  - (1959) Ciúme/Canção da eterna despedida • Polydor • 78
  - (1959) Deus me pedoe/A noite e a prece • Polydor • 78
  - (1959) Vagabundo/Tantas vezes • Polydor • 78
  - (1959) Falando ao coração • Polydor • LP
  - (1958) Vitrine/Abandono cruel • Polydor • 78
  - (1958) Quisera/Sonho sonhado • Polydor • 78
  - (1958) Minha cruz/Garçon amigo • Polydor • 78
  - (1958) Espelho/Pecado ambulante • Polydor • 78
  - (1958) Que onda é essa/Deodoro se queimou • Polydor • 78
  - (1958) Vitrine • Polydor • LP
  - (1957) Refrains/Fracassos de amor • Polydor • 78
  - (1957) Nesga de cetim/Sementes do mal • Polydor • 78
  - (1957) Chegou a hora/Broto fiu-fiu • Polydor • 78
  - (1956) Linda Espanha/Desespero • Sinter • 78
  - (1956) Maria/Juramento falso • Sinter • 78
  - (1956) Música de J. Cascata e Leonel Azevedo na interpretação de Carlos Augusto • Sinter • LP
  - (1956) Como é bom recordar/Eterno vagabundo • Sinter • 78
  - (1956) História de um amor/Corcovado • Polydor • 78
  - (1956) Domani/Distração • Polydor • 78
  - (1956) Não pode bobear/A dança do Didu • Polydor • 78
  - (1956) Como é bom recordar/Eterno vagabundo • Polydor • 78
  - (1956) Beduíno triste/Sublime lembrança • Polydor • 78
  - (1956) Carlos Alberto • Polydor • LP
  - (1955) Silêncio noturno/Revoltado • Sinter • 78
  - (1955) A serenata morreu/Eu fracassei • Sinter • 78
  - (1954) Etiqueta de Mangueira/Não sou vagabundo • Sinter • 78
  - (1954) Icaraí/É o "amore" • Sinter • 78
  - (1954) Cavaleiro errante/Se acaso você chegasse • Sinter • 78
  - (1954) Quem será/Falta-me alguém • Sinter • 78
  - (1954) Carrasco/Para ti • Sinter • 78
  - (1954) Adeus mocidade • Continental • 78
  - (1953) Festa espanhola/Você foi cruel • Sinter • 78
  - (1953) Sem tamborim/Perfume de carnaval • Sinter • 78
  - (1953) Mesa de bar/Arlequim • Sinter • 78
  - (1953) Súplica/Jangadeiro valente • Sinter • 78
  - (1952) Meu sonho de amor/Briguei com você • Sinter • 78
  - (1952) Maria Dolores/Festa de formatura • Sinter • 78